# Nguyễn Quang Huy
Nguyễn Quang Huy là một viên tướng của nhà Tây Sơn từng leo lên tới chức Phó Đô đốc.
Thuở nhỏ, Nguyễn Quang Huy là một chú bé can đảm, điềm tĩnh, thông minh, nhờ một võ sư ra công truyền võ nghệ mà thành tài. Huy có sức mạnh lại giỏi võ nghệ, tinh thông binh pháp.
Năm 1773, Khi Nguyễn Huệ đưa quân vào đánh Tống Phúc Hiệp ở Phú Yên, Nguyễn Quang Huy gia nhập phe Tây Sơn. Qua thử tài, thấy Nguyễn Quang Huy đánh bại các bộ tướng của mình và dùng hình nộm biểu diễn lối đánh móc câu tuyệt diệu, Nguyễn Huệ cả mừng, luôn cho đi theo mỗi khi ra trận.
Năm 1778, khi Nguyễn Nhạc lên ngôi Hoàng đế, Nguyễn Quang Huy được phong làm Phòng ngự sứ phủ Bình Thuận, đảm nhận việc bảo vệ vùng đất phía nam của vua Thái Đức
Năm 1786, Khi Nguyễn Huệ cầm quân ra đánh Phú Xuân rồi ra Thăng Long lần thứ nhất, Nguyễn Quang Huy được phong làm Phó Đô đốc. Sau ông ta không theo Nguyễn Huệ mà cùng Nguyễn Nhạc về Quy Nhơn.
Mấy năm sau (1789), chúa Nguyễn giành lại Gia Định, Nguyễn Lữ bỏ chạy về Quy Nhơn, vua Tây Sơn là Nguyễn Nhạc cử ông ta trấn thủ Bình Thuận.
Tháng 3 năm 1793, khi Nguyễn Ánh cho quân đánh Bình Thuận, tự mình Nguyễn Quang Huy dẫn thuyền binh ra đánh Diên Khánh. Ở Bình Thuận, ông điều binh đánh quyết liệt, quân Nguyễn Ánh không tiến lên nổi. Còn Diên Khánh, sau một trận kịch chiến, quân Tây Sơn phải bỏ thành chạy tháo thân, thừa thắng quân Nguyễn Ánh đánh chiếm cả Phú Yên, rồi kéo quân ra đánh cửa Thị Nại, bao vây thành Hoàng Đế của Tây Sơn. Diên Khánh, Phú Yên thuộc về quân của chúa Nguyễn, Bình Thuận lâm vào thế cô. Không chống nổi, Nguyễn Quang Huy đành dẫn quân theo đường rừng về Phú Yên và chiếm cứ đèo Cù Mông đóng quân.
Năm 1794, Cảnh Thịnh sai Lê Văn Hưng đưa quân vào chiếm lại Phú Yên, ông mang quân bản bộ ra phối hợp.
Tháng 3 năm 1799, Nguyễn Ánh dẫn đại binh ra lấy lại thành Quy Nhơn.
Nguyễn Quang Huy ở Phú Yên nghe tin Quy Nhơn thất thủ, kinh hãi nói:
Quy Nhơn mất rồi, nếu ở Diên Khánh đánh ra ở ngoài đánh vào Phú Yên lưỡng đầu thọ địch, không tài nào chống nổi.
Bèn bỏ Phú Yên kéo quân ra cứu Quy Nhơn. Huy kéo quân ra đánh quyết liệt. Cúi rạp mình trên lưng bạch mã, dùng thương móc câu tả xung hữu đột trên trận địa. Một ngày chiến đấu, ông đánh bại 25 bộ tướng của Nguyễn Ánh, chém được tướng Tống Phước Nghĩa trước trận, đánh lui Lê Văn Duyệt, các tướng Nguyễn Huỳnh Đức trong thành kéo ra và Nguyễn Văn Thành vượt Cù Mông ập tới.
Phục tài ông, đứng trên mặt thành, Nguyễn Ánh ra lệnh phải bắt sống Quang Huy chứ không được giết. Giữa lúc y đang buông lời khen: "Quang Huy tung hoành ngang dọc chẳng khác gì Triệu Tử Long cứu ấu chúa ở Trường Bản", thì bỗng Nguyễn Quang Huy ruổi ngựa qua cổng thành, giương căng cung thiết thai, bắn trúng cánh tay trái của  y. Nguyễn Ánh ngã bất tỉnh, các tướng phải đưa vào thành cứu chữa rồi đưa về Gia Định. Nhưng rồi thế trận bất lợi, quân chúa Nguyễn hết lớp này lớp khác lại tràn tới, ông đành kéo quân về núi Dương An chờ dịp đánh phục thù.
Về sau, ông cùng vợ mang quân ra giúp Trần Quang Diệu chiếm lại Quy Nhơn.
Tháng 1 năm 1801, Nguyễn Ánh kéo binh ra cứu thành Bình Định đang bị quân Tây Sơn bao vây. Đạo quân bộ do Nguyễn Văn Thành chỉ huy từ Phú Yên theo đèo Mục Thịnh ra Dương An. Tại đây, quân Nguyễn vấp phải lực lượng của Nguyễn Quang Huy chặn đánh. Ông đã bố trí trận địa phục kích khiến cho quân Nguyễn lớp chết, lớp bị thương tháo chạy tán loạn. Cuối cùng Nguyễn Văn Thành  không sao qua nổi núi Dương An phải rút quân về Phú Yên đóng giữ.
Năm 1802, Khi nhà Tây Sơn sụp đổ, ông đưa vợ con lên núi Dương An dựng nhà, trồng cây trên đỉnh Hòn Ông cho tới khi chết.
Ông kết hôn cùng bà Khưu Thị Hiền Duyên, quê ở Kế Sách, Sóc Trăng.